# Bronisław Janaszak
Bronisław Janaszak (ur. 31 sierpnia 1933 w Piaskach Wielkopolskich, zm. 13 września 2009) – polski działacz partyjny i państwowy, były I sekretarz Komitetu Powiatowego PZPR w Kłodzku, w latach 1982–1990 wicewojewoda wałbrzyski.

## Życiorys
Syn Stanisława i Marianny. W 1955 wstąpił do Polskiej Zjednoczonej Partii Robotniczej. Od 1973 do 1975 pozostawał I sekretarzem w Komitetu Powiatowego PZPR w Kłodzku. W 1975 został kierownikiem Wydziału Propagandy w Komitecie Wojewódzkim PZPR w Wałbrzychu. Od 1982 do 1990 pełnił funkcję wicewojewody wałbrzyskiego. W 1989 był szefem lokalnej kampanii PZPR w wyborach parlamentarnych. W III RP został członkiem rady nadzorczej PKS Wałbrzych i założycielem fundacji Wałbrzych 2000.